# جزم‌اندیشی
جزم‌اندیشی، جَزمیت، خشک‌اندیشی، جزم‌گرایی یا دُگماتیسم (به انگلیسی: dogmatism) عبارت است از روش اندیشه‌گری غیرانتقادی و غیرعلمی که بر بنیاد باورهای جزمی روایت شده، یعنی نظرات، برهان‌ها و باورها استوار است. باورهای ثابت را به‌مانند حقایق همیشه همان و همه جا درست، می‌انگارد، بدون اینکه آن‌ها را در روندهای تاریخیِ شناخته شده، مورد آزمون و آزمایش قرار دهد و بر بنیاد دانش‌های تازه و آموزه‌های عملی نوین به بازبینی درون‌مایهٔ حقیقت آن‌ها و ارزش معرفتی آن‌ها بپردازد. این می‌تواند به‌طور رسمی اصول یا آموزه‌های یک آیین باشد، مانند کلیسای کاتولیک، یا مواضع یک فیلسوف یا یک مکتب فلسفی مانند رواقی‌گری.

## تعریف
جزم‌باوری - از دید فلسفی - بیان‌گر اندیشهٔ غیردیالکتیکی، متافیزیکی است که بر معارف حاصله - بدون کوچک‌ترین انتقاد - باور می‌آورد، آن‌ها را به‌طور کلیشه‌ای در شرایط جدید پیاده می‌کند، بدون اینکه خود به تحلیل و واکاوی آن‌ها بپردازد، بدون اینکه به تعمیم تئوریکی آن‌ها اقدام کند و بدین طریق به پیشرفت معرفتی راستین یاری رساند. دگماتیسم، ویژگی خاص هر مذهب و هر نگرش مذهبی است.
جزم‌باوری به معنای مکتب جزمی است. البتّه سخن جزمی و قطعی چند نوع است. این اصطلاح را غالباً فقط در یک مورد آن به کار می‌برند.
- گاهی گوینده، سخن خویش را با برهان عقلی و دلیل منطقی همراه می‌سازد و آن را به صورت قطعی و جزمی بیان می‌کند، مثل اثبات بسیاری از قضایای هندسی و مسائل ریاضی و موضوعات منطقی و فلسفی.
- گاهی سخن مبتنی است بر واقعیات و عینیت‌هایی که در طبیعت از راه مشاهده و حس و تجربه ثابت شده‌ است، مثل غالب فرآورده‌های علوم تجربی، اعم از زیست‌شناسی، فیزیک و شیمی. به همین دلیل به صورت یک قانون قطعی و حتمی بیان می‌گردد.
- گاهی برخی مطالب و سخنان به امور فطری و بدیهیات اوّلی و معلومات حضوری استوار است، به گونه‌ای که با اندک تأمّلی صحت و درستی مطالب بیان شده و مورد تأیید و تصدیق قرار می‌گیرد، بدون اینکه نیاز به دلیل و برهان باشد.

در همهٔ موارد سه‌گانهٔ بالا، سخن به شیوهٔ قطعی و جزمی بیان می‌شود، ولی هیچ‌یک از آن‌ها از مصادیق جزم نیست، بلکه سخنان پوچی که فاقد برهان عقلی و واقعیات باشد، ولی با اصرار به عنوان امر قطعی و حتمی بیان گردد، منسوب به دگم است.
از سوی دیگر به نوشتهٔ لغت‌نامهٔ دهخدا: «دگماتیسم به معنای فلسفه مبتنی بر یقین، و آن مجموعه افکار کسانی است که معتقد به حل مسائل مابعدالطبیعه با روش علمی هستند.»